# جربیل هایفلد
جربیل هایفلد (نام علمی: Gerbilliscus brantsii) نام یک گونه از سرده جربیل‌های پابرهنه است.